# Bende Bendsen
Bende Bendsen (* 10. Dezember 1787 in Risum; † 18. Dezember 1875 in Ærøskøbing) war nordfriesischer Magnetiseur, Lehrer, Dichter und Sprachforscher.

## Leben
Bendsen war Hauslehrer auf Æro und behandelte Kranke als "Magnetiseur", das heißt durch Handauflegen. Bendsen wandte sich der friesischen Sprache zu und verfasste u. a. Gedichte auf Friesisch. Zu seinen Werken gehört die Grammatik Die nordfriesische Sprache nach der Moringer Mundart zum Mooringer Dialekt der nordfriesischen Sprache. Bendsen stellte sie im Jahre 1824 fertig. Veröffentlicht wurde sie jedoch erst 1860 durch den niederländischen Germanisten Matthias de Vries in Leiden, nachdem sich Jacob Grimm dafür ausgesprochen hatte. Bendsen entwickelte auch eine Rechtschreibung für den Dialekt Frasch.